# 约翰·西尔韦纳斯·汤普森
约翰·西尔韦纳斯·汤普森（John Sylvanus Thompson，1889年—1963年），美国作曲家，音乐教育家。

## 生平
出生于宾夕法尼亚，在美国费城学习音乐，之后在美国和欧洲做钢琴巡回演出。但后来健康恶化（另一说法是因为第一次世界大战），开始了钢琴教师的生涯。起初在费城和印第安纳波利斯教学，1918年开始在堪萨斯市立音乐学院(Kansas City Conservatory of Music,现在密苏里大学堪萨斯分校音乐和舞蹈学院UMKC Conservatory of Music and Dance)任教，1930年-1939年是该校的校长。
在此期间，他开始通过出版社Willis Music出版钢琴教材。1936年出版了《幼儿钢琴入门指导（Teaching Little Fingers to Play）》和现代钢琴教程(John Thompson's Modern course for the piano)的第一级，和之前的钢琴教材不同的是，他的教程的形式活泼，易于被儿童接受，加上简单的，用图像配合的教师指导。他的教程推出后，立即获得了巨大的成功，很快他就出版了第二至第五级的教程。
1943年，出版了《成人预备课程(Adult Preparatory Book)》。1949年，出版新的系列《Melody All the Way》。1955年，出版了另一个新的系列《简易钢琴教程(Easiest Piano Course)》。除此以外，Willis Music出版社还有大量的补充教材和乐谱，包括练习曲，分级技巧，同一音乐风格的选曲集等出版，组成了书库Thompson Library。
汤普森的钢琴教材的成功后，半个世纪以来美国出现了很多相似的系列钢琴教程(piano methods)。它们一般都有以下特点：简洁排版，音乐易读，并加上有吸引力的图画，围绕主要课程，出版一系列辅助教材包括乐理、技巧、视奏和各种风格选曲的分级教材。汤普森的钢琴教材在全世界仍在广泛的出版和应用，他的现代钢琴教程已经成为经典的钢琴教材。
汤普森教程在中国大陆，香港和台湾也很普及。在中国大陆，他的《现代钢琴教程》被简称为“大汤”，《简易钢琴教程》被简称为“小汤”，被广泛的用作钢琴入门的教程。

## 约翰·汤普森现代钢琴教程
这一套教材常用的有5本，从第一级到第五级，实际上还包括预备教材《幼儿钢琴入门指导（Teaching Little Fingers to Play）》，所以共6本。不过在1980年代引入中国大陆时，只有第一级到第五级5本。其中的选曲除了简易的钢琴曲外，还有美国的儿童歌曲、民歌，古典作曲家的钢琴曲、歌剧、交响乐等改编曲，简化版等。每首作品前，都有相关的介绍，如技术要点、音乐常识、作曲家等。这套教材强调音乐性，学生在学习音符、节奏和模式的同时，也许学习了乐句、音乐形式、速度、强弱等。第一级一开始已经是C大调的双手配合，所以需要有更基本的入门教材配合。整体覆盖的范围从入门阶段到初步的中级程度，但是前三级和第四、五级之间的难度跨度较大，所以前三级的使用相对较多。

## 约翰·汤普森简易钢琴教程
这套教材共有8本，针对年龄较小的儿童学习钢琴的特点，放慢进度，使用了大量的插图，包括双手联弹、填写音符、视奏等。